# Cirsium crassicaule
Cirsium crassicaule là một loài thực vật có hoa trong họ Cúc. Loài này được (Greene) Jeps. mô tả khoa học đầu tiên năm 1901.